# Chrysopida
Chrysopida es un género de escarabajos  de la familia Chrysomelidae. En 1861 Baly describió el género. Contiene las siguientes especies:
- Chrysopida multisulcata Medvedev, 1995
- Chrysopida tristis Medvedev, 1995
- Chrysopida viridis Medvedev, 1995